# Methazonsäure
Methazonsäure (Trivialname) ist eine chemische Verbindung und beinhaltet sowohl eine Nitrogruppe, als auch ein Oxim. Es leitet sich formal vom Acetaldehyd ab, ist jedoch in der Tat ein Kondensationsprodukt des Nitromethans. Entdeckt wurde es 1876 von Paul Friese, welcher jedoch die Struktur der Substanz nicht aufklären konnte.

## Darstellung
Methazonsäure entsteht bei der Ätzalkalien-Behandlung von Nitromethan. Es kann dabei folgender Mechanismus vorgeschlagen werden, der jedoch nicht bewiesen ist:

## Eigenschaften
Methazonsäure zersetzt sich bei normalen Temperaturen langsam und explosiv bei 110 °C.